# Kurt Körber
Kurt Körber (* 12. April 1885 in Harzburg; † 6. Dezember 1957 in Frankfurt am Main) war ein deutscher evangelischer Theologe, Historiker und Pädagoge.

## Leben
Der Sohn eines Volksschullehrers Körber legte das Abitur 1903 in Magdeburg ab. Er erwarb beide theologischen Examina. Zusätzlich studierte er Geschichte und Religionsphilosophie in Heidelberg bis 1911 und promovierte 1912 bei Hermann Oncken. Von 1911 bis 1925 war er in mehreren Lehrerseminaren als Dozent tätig, erst in Usingen, in Frankenberg (Eder) zuletzt in Homberg (Efze). Dann wurde er Studienrat in Frankfurt a. M., bevor er ab 1927 an der neuen simultanen Pädagogischen Akademie Frankfurt am Main Professor für evangelische Religionswissenschaft wurde. Am 1. Juni 1929 eröffnete der preußische Kultusminister Carl Heinrich Becker die evangelische Pädagogische Akademie Dortmund. Erster Akademiedirektor war Kurt Körber, zugleich Mitherausgeber der Zeitschrift für Religionspsychologie und Leiter der Volkshochschule. 35 Studierende wurden immatrikuliert. Bereits 1932 ging Körber zurück nach Frankfurt und löste im April 1933 Erich Weniger als kommissarischen Direktor dort ab. Mit der Verlegung nach Weilburg als Hochschule für Lehrerbildung am 1. April 1934 wechselte er dorthin als Professor für Pädagogik, Geschichte und Staatsbürgerkunde sowie stellvertretender Direktor bis 1937 unter Friedrich Kreppel. Nach der kriegsbedingten Schließung im November 1939 wurde Körber wieder Studienrat am Kaiser-Friedrich-Gymnasium Frankfurt.
Ab 1946 erhielt er den Auftrag zum Wiederaufbau der Lehrerbildung in Hessen und lehrte bis 1951 wieder in Weilburg am Pädagogischen Institut Evangelische Religion und ihre Methodik. Auch als Studentenpfarrer arbeitete er.

## Schriften
- Der Kampf um Freiheit und Einheit und das Werk Bismarcks (1815–1890), Berlin 1925 (Handbuchbeitrag für Adolf Bär)
- Kirchengüterfrage und schmalkaldischer Bund, ein Beitrag zur deutschen Reformationsgeschichte [=Dissertation], Rudolf Haupt, Leipzig 1913. Digitalisat
- Die kirchenrechtliche Theorie von der Verwaltung und Verwendung der Kirchengüter und die mittelalterliche Praxis, Halle 1912 [=Teil der Dissertation]